# Otherwise Award
Der Otherwise Award (bis 2019 James Tiptree, Jr. Award, oft einfach Tiptree Award) ist ein Literaturpreis, der jedes Jahr für Werke der Science-Fiction oder Fantasy vergeben wird, die die Geschlechterrollen untersuchen und erweitern. Der Preis umfasst jeweils 1000 Dollar sowie ein Originalkunstwerk. Berücksichtigt werden Romane und Erzählungen, die im Vorjahr in den USA zum ersten Mal veröffentlicht wurden. 1996 wurde zusätzlich noch ein Retrospective Award für vor 1991 veröffentlichte Werke vergeben.

## Geschichte
Der Tiptree Award wurde 1991 von den Science-Fiction-Autorinnen Pat Murphy und Karen Joy Fowler im Rahmen der Science-Fiction-Convention WisCon ins Leben gerufen. Bei der Ausrufung des Preises begründete Pat Murphy dessen Notwendigkeit mit der anhaltenden Marginalisierung der Science-Fiction-Autorinnen und der weiblichen Charaktere in der Science-Fiction.
Die Organisatorinnen haben mehrfach betont, dass es ihnen nicht um Werke geht, die einer engen Definition politischer Korrektheit entsprechen, sondern um Werke, die Gedankenanstöße geben, einfallsreich sind und eventuell wütend machen. Der Tiptree Award sollte ein Preis sein, der Frauen und Männer auszeichnet, die mutig genug sind, über Veränderungen der Geschlechterrollen nachzudenken, die zu den grundlegenden Aspekten jeder Gesellschaft gehören.
Der Preis ist nach der Science-Fiction-Autorin James Tiptree, Jr. benannt. In den 1970er Jahren wurde viel über die Identität (und insbesondere das Geschlecht) von Tiptree spekuliert. Der Name war männlich, doch „seine“ Erzählungen hatten eine stark feministische Prägung (z. B. The Women Men Don’t See, deutsch Die unscheinbaren Frauen). Als die Schriftstellerin Alice B. Sheldon 1977 bekannt gab, dass sie die Autorin hinter dem Pseudonym James Tiptree, Jr. sei, wurde dies von vielen als „Genderfuck“ empfunden. Nachdem es eine Vielzahl von nach Männern benannten Science-Fiction-Preisen gibt (z. B. Hugo Award, Theodore Sturgeon Memorial Award, Campbell Award, Philip K. Dick Award), war der Tiptree der erste nach einer Frau benannte Science-Fiction-Preis, wobei ausdrücklich ihr männliches Pseudonym verwendet wurde.
2019 kam es – auch in Zusammenhang mit der Umbenennung des John W. Campbell Award in Astounding Award – in verschiedenen sozialen Medien vor dem Hintergrund des Todes des Ehepaars Sheldon zu einer Diskussion, ob nicht auch eine Umbenennung des Tiptree Award angezeigt wäre. Alice Sheldon hatte 1987 zunächst ihren damals 84-jährigen, gesundheitlich schwer beeinträchtigten Ehemann Huntington Sheldon und dann sich selbst erschossen. Laut ihrer Biographin und Verwandten war es ein einvernehmlicher Doppelselbstmord, dies wurde jedoch im Laufe der Diskussion in Frage gestellt und die Forderung erhoben, den Preis umzubenennen. Nach einigem Zögern entschloss sich das Organisationsgremium am 13. Oktober 2019, den Namen des Preises in Otherwise Award zu ändern. Der erste Preis unter dem neuen Namen wurde 2020 vergeben.

## Verleihung
Jedes Jahr wird eine neue fünfköpfige Jury bestimmt, den Otherwise Award zu vergeben. Neben den ausgezeichneten Werken veröffentlicht die Jury alljährlich eine Short List von Werken, die aus Sicht der Jury interessant, relevant und bemerkenswert sind (diese Liste ist nicht mit der Liste der Nominierungen zu verwechseln, diese wird nicht bekanntgegeben).
Bis heute ist der Otherwise Award untrennbar mit dem WisCon verbunden, bei dem auch die meisten Aktionen zur Finanzierung des Preises stattfinden. Meistens wird der Preis auch beim WisCon verliehen (die Preisverleihung wird auch an andere Cons „ausgeliehen“, um den Bekanntheitsgrad des Otherwise Awards zu erhöhen).

## Ausgezeichnete Werke
Die Jahresangaben beziehen sich auf das Erscheinungsjahr und nicht auf das Jahr der Preisverleihung.
| Jahr | Autor / Autorin            | englischer Titel                                                                    | deutscher Titel                         |
| ---- | -------------------------- | ----------------------------------------------------------------------------------- | --------------------------------------- |
| 1991 | Eleanor Arnason            | A Woman of the Iron People (Roman)                                                  | –                                       |
| 1991 | Gwyneth Jones              | White Queen (Roman)                                                                 | Weiße Königin                           |
| 1992 | Maureen F. McHugh          | China Mountain Zhang (Roman)                                                        | ABC Zhang                               |
| 1993 | Nicola Griffith            | Ammonite (Roman)                                                                    | Ammonit                                 |
| 1994 | Ursula K. Le Guin          | The Matter of Seggri (Erzählung)                                                    | –                                       |
| 1994 | Nancy Springer             | Larque on the Wing (Roman)                                                          | –                                       |
| 1995 | Elizabeth Hand             | Waking the Moon (Roman)                                                             | Die Mondgöttin erwacht                  |
| 1995 | Theodore Roszak            | The Memoirs of Elizabeth Frankenstein (Roman)                                       | Die Memoiren der Elizabeth Frankenstein |
| 1996 | Ursula K. Le Guin          | Mountain Ways (Erzählung)                                                           | –                                       |
| 1996 | Mary Doria Russell         | The Sparrow (Roman)                                                                 | Sperling                                |
| 1997 | Candas Jane Dorsey         | Black Wine (Roman)                                                                  | –                                       |
| 1997 | Kelly Link                 | Travels With The Snow Queen (Erzählung)                                             | –                                       |
| 1998 | Raphael Carter             | Congenital Agenesis of Gender Ideation by K. N. Sirsi and Sandra Botkin (Erzählung) | –                                       |
| 1999 | Suzy McKee Charnas         | The Conqueror’s Child (Roman)                                                       | –                                       |
| 2000 | Molly Gloss                | Wild Life (Roman)                                                                   | –                                       |
| 2001 | Hiromi Goto                | The Kappa Child (Roman)                                                             | –                                       |
| 2002 | M. John Harrison           | Light (Roman)                                                                       | Licht                                   |
| 2002 | John Kessel                | Stories for Men (Erzählung)                                                         | –                                       |
| 2003 | Matt Ruff                  | Set This House In Order: A Romance Of Souls (Roman)                                 | Ich und die anderen                     |
| 2004 | Joe Haldeman               | Camouflage (Roman)                                                                  | Camouflage                              |
| 2004 | Johanna Sinisalo           | Not Before Sundown (Roman)                                                          | Troll: Eine Liebesgeschichte            |
| 2005 | Geoff Ryman                | Air: Or, Have Not Have (Roman)                                                      | –                                       |
| 2006 | Shelley Jackson            | Half Life (Roman)                                                                   | –                                       |
| 2006 | Catherynne M. Valente      | The Orphan’s Tales: In the Night Garden (Erzählsammlung)                            | –                                       |
| 2007 | Sarah Hall                 | The Carhullan Army (Roman)                                                          | –                                       |
| 2008 | Patrick Ness               | The Knife of Never Letting Go (Roman)                                               | New World – Die Flucht                  |
| 2008 | Nisi Shawl                 | Filter House (Erzählsammlung)                                                       | –                                       |
| 2009 | Greer Gilman               | Cloud and Ashes: Three Winter’s Tales (Roman)                                       | –                                       |
| 2009 | Fumi Yoshinaga             | Ōoku: The Inner Chambers volumes 1 & 2 (Manga)                                      | –                                       |
| 2010 | Dubravka Ugrešić           | Baba Yaga Laid an Egg (Roman)                                                       | Baba Jaga legt ein Ei                   |
| 2011 | Andrea Hairston            | Redwood and Wildfire (Roman)                                                        | –                                       |
| 2012 | Caitlín R. Kiernan         | The Drowning Girl (Roman)                                                           | –                                       |
| 2012 | Kiini Ibura Salaam         | Ancient, Ancient (Erzählsammlung)                                                   | –                                       |
| 2013 | N.A. Sulway                | Rupetta (Roman)                                                                     | –                                       |
| 2014 | Monica Byrne               | The Girl in the Road (Roman)                                                        | Die Brücke                              |
| 2014 | Jo Walton                  | My Real Children (Roman)                                                            | –                                       |
| 2015 | Eugene Fischer             | The New Mother (Erzählung)                                                          | –                                       |
| 2015 | Pat Schmatz                | Lizard Radio (Roman)                                                                | –                                       |
| 2016 | Anna-Marie McLemore        | When the Moon Was Ours (Roman)                                                      | –                                       |
| 2017 | Virginia Bergin            | Who Runs the World? (Roman)                                                         | –                                       |
| 2018 | Gabriela Damián Miravete   | They Will Dream in the Garden (Erzählung)                                           | –                                       |
| 2019 | Akwaeke Emezi              | Freshwater (Roman)                                                                  | Süßwasser                               |
| 2020 | Oghenechovwe Donald Ekpeki | Ife-Iyoku, the Tale of Imadeyunuagbon (Erzählung)                                   |                                         |
| 2021 | Ryka Aoki                  | Light from Uncommon Stars (Roman)                                                   | Das Licht ungewöhnlicher Sterne         |
| 2021 | Rivers Solomon             | Sorrowland (Roman)                                                                  |                                         |

## Weitere Auszeichnungen

### Retrospective Award
Zur Feier des fünften Jubiläums der Ankündigung des Tiptree Awards wurde im Jahr 1996 der Retrospective Award vergeben. Mit diesem Preis wurden Werke ausgezeichnet, die bereits vor 1991 veröffentlicht worden waren und nach Ansicht der Juroren den Tiptree Award erhalten hätten, wenn es ihn damals bereits gegeben hätte.
| Jahr | Autor / Autorin    | englischer Titel                     | deutscher Titel                                  |
| ---- | ------------------ | ------------------------------------ | ------------------------------------------------ |
| –    | Ursula K. Le Guin  | Left Hand of Darkness (Roman)        | Winterplanet / Die linke Hand der Dunkelheit (*) |
| –    | Joanna Russ        | The Female Man (Roman)               | Planet der Frauen / Eine Weile entfernt (*)      |
| –    | Joanna Russ        | When It Changed (Erzählung)          | Als alles anders wurde / Veränderung (*)         |
| –    | Suzy McKee Charnas | Walk to the End of the World (Roman) | Tochter der Apokalypse                           |
| –    | Suzy McKee Charnas | Motherlines (Roman)                  | Alldera und die Amazonen                         |

(*) Die Werke sind in der deutschen Übersetzung unter mehreren Titeln veröffentlicht worden.

### Special Recognition Award
Im Jahr 2007 vergab die Jury zusätzlich den Special Recognition Award. Den Preis erhielt Julie Phillips für ihre im Vorjahr erschienene Biografie über das Leben von Alice B. Sheldon.
| Jahr | Autor / Autorin | englischer Titel                                        | deutscher Titel                                         |
| ---- | --------------- | ------------------------------------------------------- | ------------------------------------------------------- |
| –    | Julie Phillips  | James Tiptree, Jr.: The Double Life of Alice B. Sheldon | James Tiptree Jr.: Das Doppelleben der Alice B. Sheldon |